# Dan (geologia)
| System                         | Oddział  | Piętro    | Wiek (mln lat) |
| ------------------------------ | -------- | --------- | -------------- |
| Neogen                         | Miocen   | Akwitan   | młodsze        |
| Paleogen                       | Oligocen | Szat      | 23,03–27,82    |
| Paleogen                       | Oligocen | Rupel     | 27,82–33,9     |
| Paleogen                       | Eocen    | Priabon   | 33,9–37,71     |
| Paleogen                       | Eocen    | Barton    | 37,71–41,2     |
| Paleogen                       | Eocen    | Lutet     | 41,2–47,8      |
| Paleogen                       | Eocen    | Iprez     | 47,8–56,0      |
| Paleogen                       | Paleocen | Tanet     | 56,0–59,2      |
| Paleogen                       | Paleocen | Zeland    | 59,2–61,6      |
| Paleogen                       | Paleocen | Dan       | 61,6–66,0      |
| Kreda                          | Górna    | Mastrycht | starsze        |
| Podział według IUGS, luty 2022 |          |           |                |

Dan (ang. Danian)
- w sensie geochronologicznym: najstarszy wiek paleocenu (era kenozoiczna), trwający około 4 miliony lat (od 65,5 ± 0,3 do 61,7 ± 0,2 mln lat temu).

- w sensie chronostratygraficznym: najniższe piętro paleocenu wyższe od mastrychtu, niższe od zelandu. Stratotyp dolnej granicy danu i jednocześnie międzynarodowy stratotyp granicy kreda/paleogen znajduje się w okolicach El Kef (północna Tunezja). Dolną granicę danu wyznacza anomalia irydowa, powstała prawdopodobnie w wyniku kolizji Ziemi z meteorytem.

Nazwa piętra (wieku) pochodzi od Danii.